# 蘿倫·荷莉
蘿倫·荷莉（英語：Lauren Holly，1963年10月28日—），美國裔加拿大女演員。知名演出作品如電視劇《小鎮風雲》（1992年至1996年）、《重返犯罪現場》（2005年至2008年）、《作案动机》（2013年至2016年），以及電影《李小龍傳》（1993年）、《阿呆与阿瓜》（1994年）、《美麗佳人》（1996年）和《男人百分百》（2000年）。

## 個人生活
荷莉的第一段婚姻是與演員丹尼·奎恩於1991年結婚，兩年後於1993年離婚。1994年，她在《神探飞机头》試鏡時認識了金·凱瑞。她沒有得到當時試鏡的角色，但兩人在拍攝《阿呆與阿瓜》期間合作時開始交往。1996年，他們結婚，但這段婚姻維持了不到一年，而於1997年離婚。2001年，荷莉與加拿大出生的投資銀行家法蘭西斯·葛雷柯（Francis Greco）結婚。這對夫婦收養了三個孩子。2008年，她與葛雷柯結婚後成為加拿大公民。兩人於2014年離婚。
荷莉和三個孩子住在加拿大安大略省奥克维尔。
1992年，荷莉、父親格蘭特（Grant）以及他們的家人在霍巴特和威廉·史密斯學院設立了“A”基金，以紀念她的兄弟亞歷山大（Alexander）；荷莉談到亞歷山大時說：「他是個充滿夢想、希望和計劃的男孩，儘管去世時年僅14歲，但他已經遊歷了歐洲和中美洲，在紐約和洛杉磯居住過，這些經歷使他對建築和考古學產生了濃厚的興趣。」

## 外部連結
- 蘿倫·荷莉在互联网电影资料库（IMDb）上的資料（英文）
- 蘿倫·荷莉在TV Guide